# 藤原定家

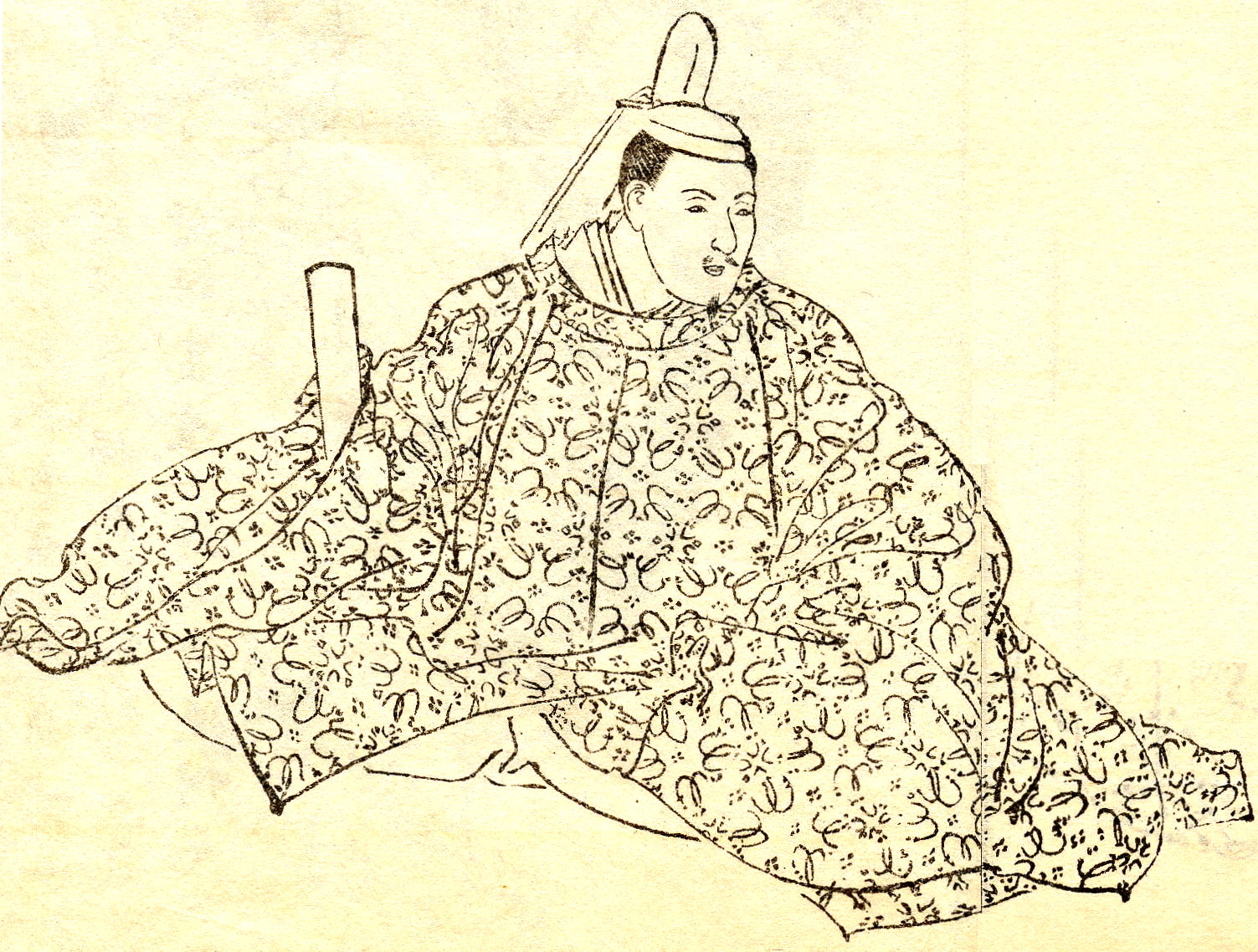
藤原定家（菊池容斋画，明治時代）

藤原定家（日语：／ Fujiwara no Sadaie、1162年—1241年9月26日（仁治2年(旧暦)8月20日））是日本鎌倉時代初期的公家、歌人。幼名藤原光季，又称京極殿、京極中納言。法名明静（みょうじょう）。
正值保元、平治之乱后不久，日本社会面临重大转折的时候。定家的一生处在武家势力兴盛，以皇室为代表的贵族势力日衰，社会矛盾尖锐，战乱不绝的时代。在这种新旧交替的岁月里，由于定家的生活环境所影响，他一方面标榜“世上征讨叛乱之声虽然盈耳，而我不注意及此，红旗征戎均非我事。”的超然态度，另一方面却站在衰亡着的贵族势力的一边，奋力地为着保持和发展贵族文化的象征——和歌而沤尽心血。他是新古今調代表性的歌人。将父亲藤原俊成的“幽玄”理论进一步深化有心（うしん），对后世的和歌产生极大影响。

## 作品

### 勅撰和歌集
- 新古今和歌集：代表的撰者（实质上由後鳥羽院亲撰，定家等撰者只是補助編集）。
- 新勅撰和歌集：定家单独选择的勅撰集，由定家作仮名序。考虑到政治原因，将順徳院的和歌排除。

### 家集等
- 拾遺愚草（日语：拾遺愚草）
- 拾遺愚草員外
- 定家卿百番自歌合
- 定家卿独吟詩歌

### 秀歌集
- 秀歌大体：進献後堀河院。
- 定家八代抄：八代抄、八代知顕抄、二四代集、二四代抄、黄点歌勅撰抄。
- 八代集秀逸：定家单独选、或与后鸟羽院，藤原家隆共同选。
- 百人秀歌
- 物語二百番歌合
- 小倉百人一首

### 歌学書、注释書
- 詠歌大概：由漢文体的歌論、「秀歌躰大略」、和歌例子组成。進献快法親王。
- 衣笠内府歌難詞：藤原家良（日语：藤原家良）的信件。对家良的歌批评。
- 近代秀歌：和歌秘々、秘々抄、定家卿和歌式。
- 下官集（日语：下官集）：下官抄、僻案。用草子和和歌的格式叙述。
- 顕註密勘（日语：顕註密勘）：古今秘注抄、古今和歌集抄。
- 五代簡要：万物部類倭歌抄。
- 三代集之間事：三代集、父亲俊成传授所汇总。
- 先達物語：京極黄門談、京極中納言定家卿相語、定家卿相談。藤原長綱听写。
- 定家十体：定家10种分類的歌体的例歌集。
- 定家物語：对古今集和万叶集的和歌的质问解答。
- 僻案抄：三代集注釈書。
- 毎月抄（日语：毎月抄）：定家卿消息、和歌庭訓。一説偽作。
- 万葉集長歌短歌説：定家卿長歌短歌之説、長歌短歌古今相違事、万葉集長歌載短歌字由事。
- 明月記
- 和歌会次第：定家和歌書様並会次第、和歌秘抄、和歌秘書。

### 其他
- 明月記：日記。
- 松浦宮物語（日语：松浦宮物語）：擬古物語。
- 定家小本（日语：定家小本）：古今六帖的抄出歌集、源氏物語有关的考勘。
- 奥入（日语：奥入）：源氏物語注释。
- 釈奠次第：关于釈奠的详情。
- 次将装束抄

### 偽作
- 雨中吟：歌学書。
- 桐火桶：歌学書。鵜鷺系偽書之一。
- 愚見抄：歌学書。鵜鷺系偽書之一。
- 愚秘抄：歌学書。鵜鷺系偽書之一。
- 三五記：歌学書。鵜鷺系偽書之一。
- 定家卿筆諌口訣
- 定家卿自歌合
- 定家卿鷹三百首
- 未来記：歌学書。
- 小倉問答

## 系譜
属于藤原北家長家流（御子左家），相当于藤原道長的来孫（玄孫之子）。
- 父：藤原俊成
- 母：美福門院加賀（日语：美福門院加賀）（?-1193） - 藤原親忠之女。
- 妻：藤原季能（日语：藤原季能）之女
  - 長男：藤原光家（日语：藤原光家）（1184-?）
- 妻：藤原実宗（日语：藤原実宗）之女
  - 三子：藤原為家（日语：藤原為家）（1198-1275）
  - 長女：藤原因子（1195-?） - 後堀河院民部卿典侍（日语：後堀河院民部卿典侍）
  - 次女：藤原香子（1196-?）
- 生母不明：
  - 次子：定円（1191-1235?）
  - 子：覚源
  - 女：西園寺公相（日语：西園寺公相）之妾、后为藤原雅平内室

## 关联项目
- 冷泉家時雨亭文庫（日语：冷泉家時雨亭文庫）
- 青表紙本（日语：青表紙本）
- 定家本源氏物語（日语：定家本源氏物語）
- 藤原定家自筆本源氏物語（日语：藤原定家自筆本源氏物語）
- 定家仮名遣（日语：定家仮名遣）
- 明石海峡
- 百人一首
- 定家神社（群馬縣高崎市）